# 一畑電気鉄道デハ1形電車
一畑電気鉄道デハ1形電車（いちばたでんきてつどうデハ1がたでんしゃ）は、一畑電気鉄道（現・一畑電車）に在籍した電車である。本項では、クハ14形として製造された車両についても解説する。

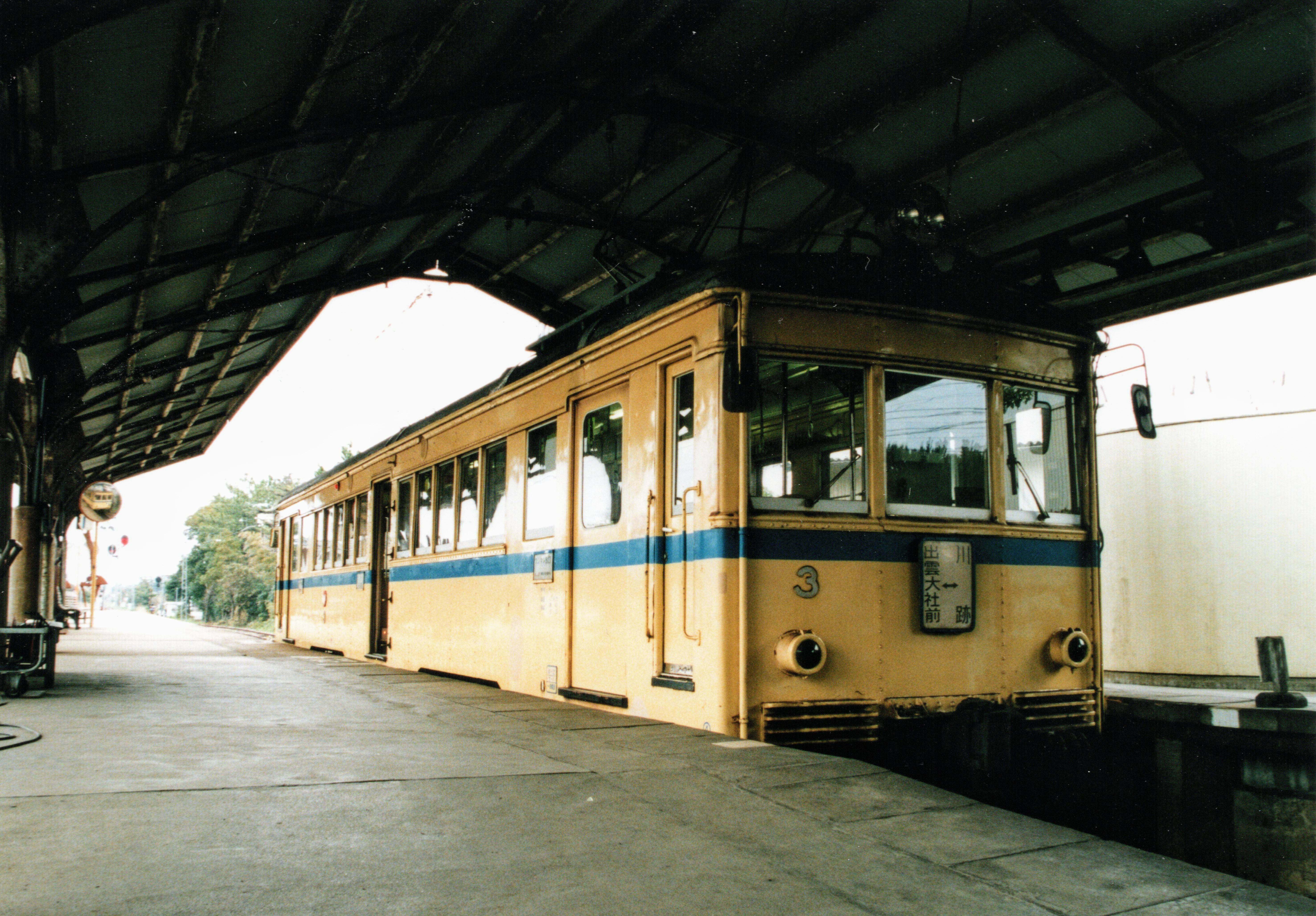
出雲大社前に停車中のデハ3

## 概要・沿革

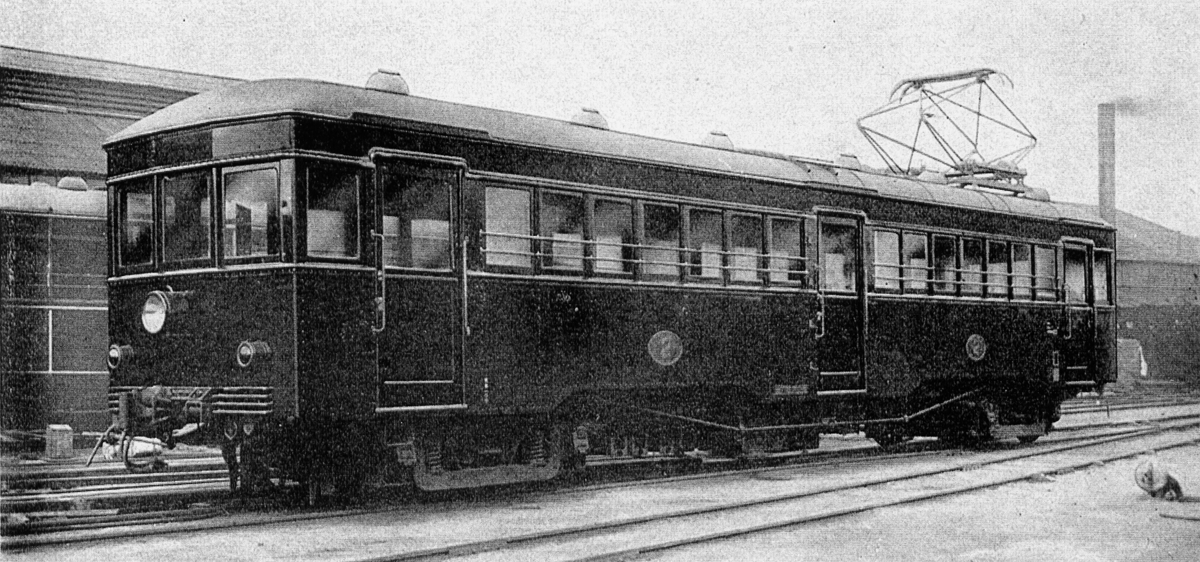
新造時のデハ2

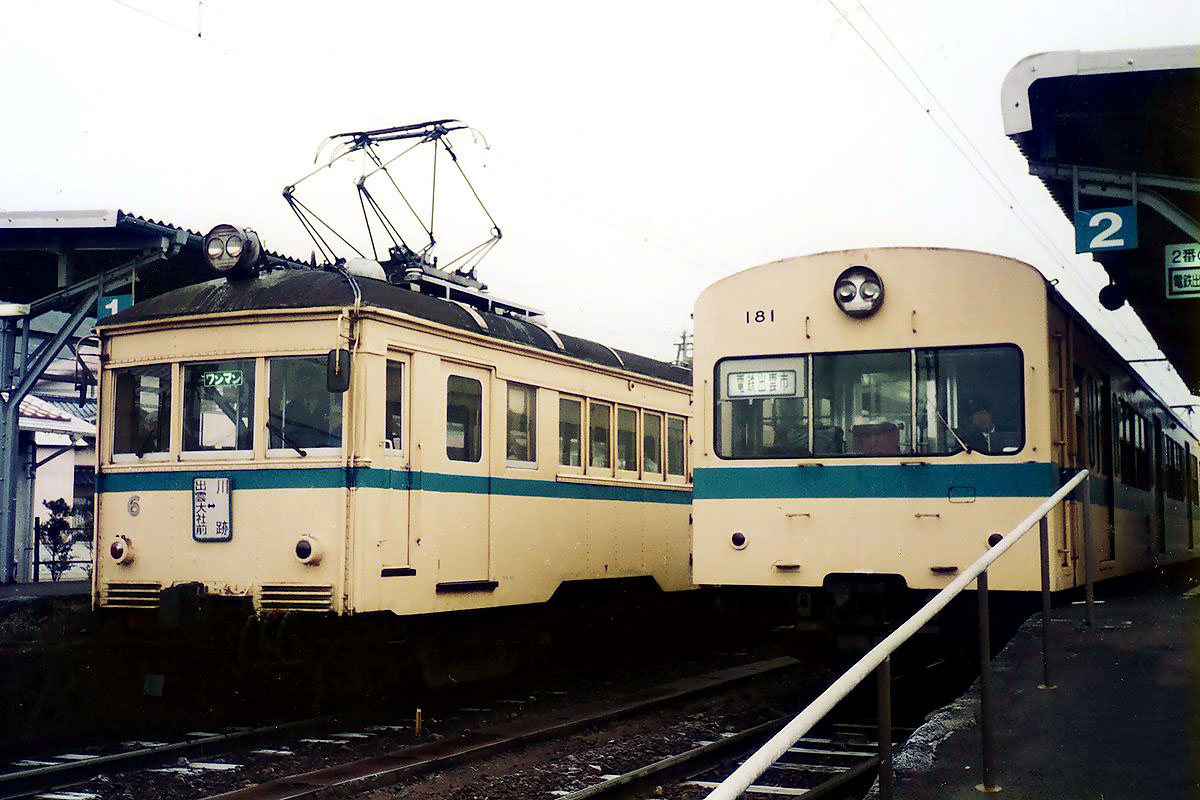
現役時代のデハ6（左）

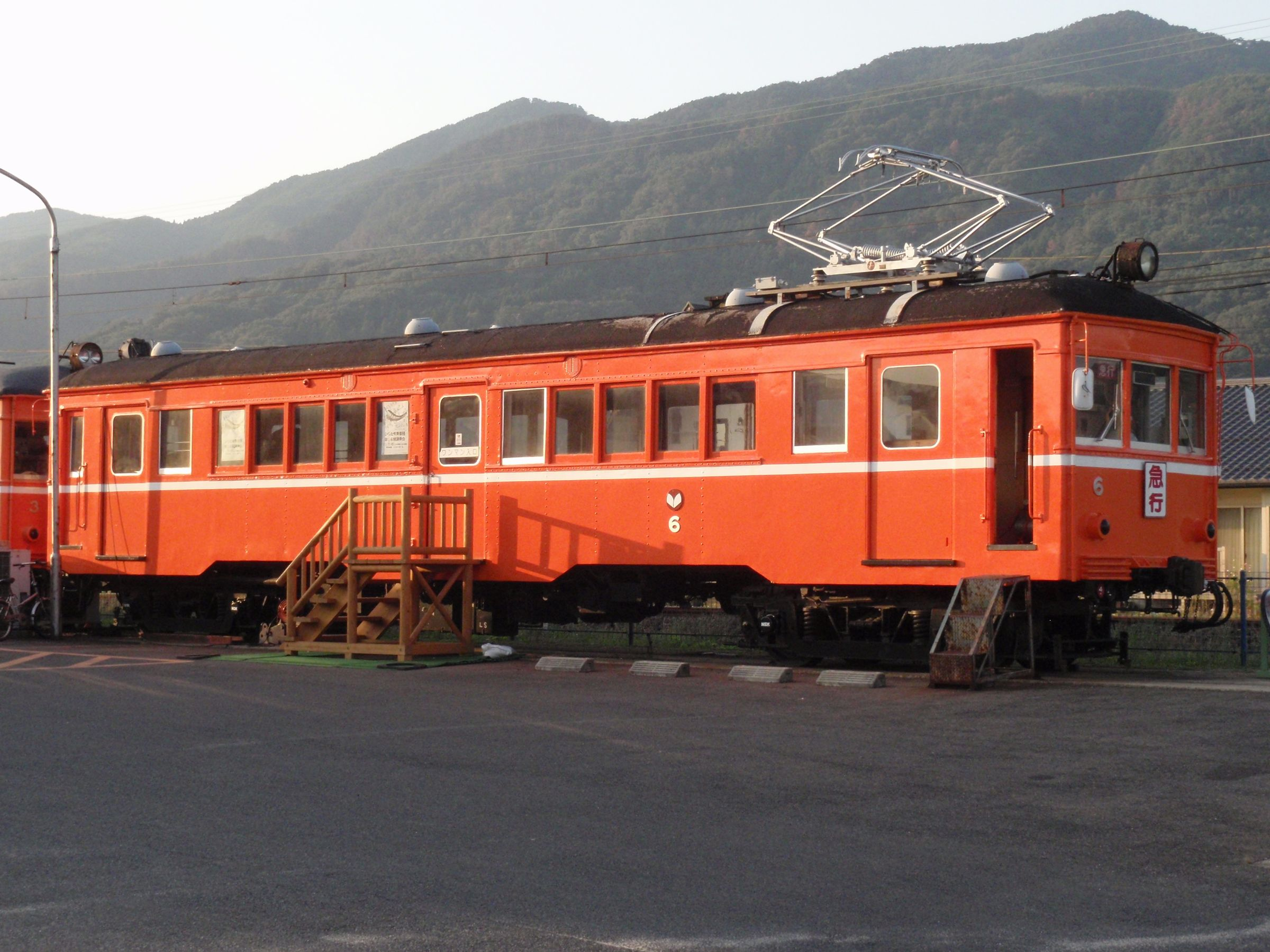
「さとがた保育園」に保存されているデハ6。オレンジ色の塗装は、ワンマン運転・自動扉化改造以前のもの。

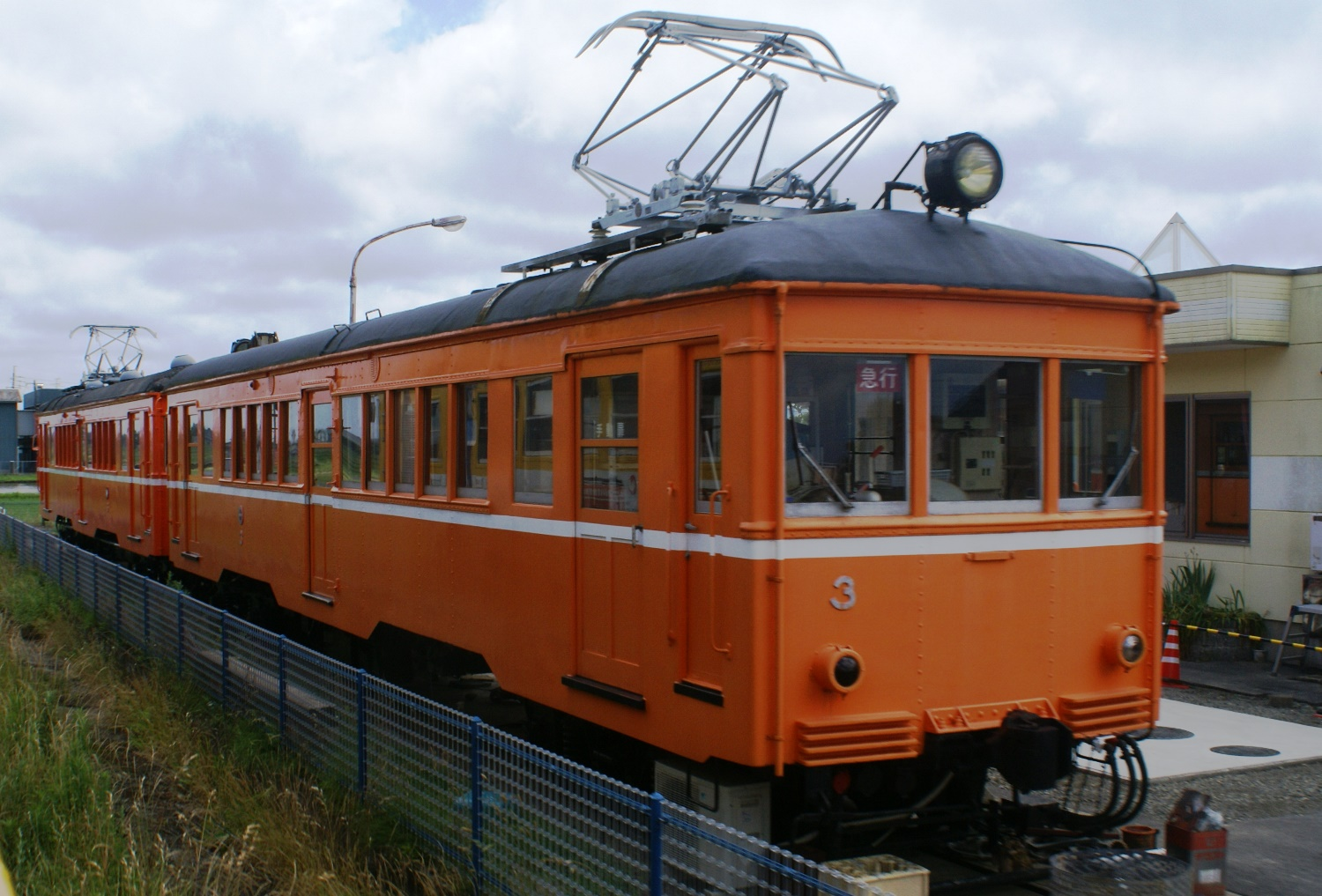
「さとがた保育園」に保存されているデハ3。デハ6と異なりこちらは扉は手動扉のままとなっている。

北松江線の電化開業に際して導入された車体で、1927年、日本車輌製造にて製造された。以来70年以上の長きにわたって使用され、5000系の導入に伴って1998年9月30日に定期運用から外れ、同年10月10日に運用を終了した。5両が製造され、後にクハ14形クハ14がクハ100形（初代）クハ101（初代）を経て電動車化の上デハ7に改造されたため、総数は6両となった。なお、車番と両数にばらつきがあるのは、後に4を忌み番としてデハ4がデハ6に改番されたためである。
戦後の観光需要の高まりを受け、1951年から1953年にかけてデハ1・2・5が2扉・クロスシート化の上、デハ20形に編入されている。同時にデハ1形として残った車両にも弱め界磁が装備され、最高速度が向上した。
1978年にはデハ1形として残ったデハ3・デハ6が大社線のワンマン化に伴い自動ドア・ワンマン化改造され、廃車まで同線で運用された。廃車後は大社線高浜駅付近にある「さとがた保育園」に静態保存され、車窓からも見ることが出来る。ただし、モーター、電動発電機、コンプレッサーは、ほぼ同型の車体を持つデハニ50形の予備部品とするために取り外されている。
デハ23として1996年に廃車となったデハ1は平田市立図書館（当時）の敷地に保存されたが、老朽化のため2004年には引取先がなければ解体という話が持ち上がった。結局前頭部のカットボディのみが島根県に譲渡され、2007年3月に開館した島根県立古代出雲歴史博物館で、旧北松江駅を再現した改札口と組み合わせた形で保存展示されている。運転席には運行風景、側面窓には昭和30年代の映像が映し出されるようになっている。

## 特色
三扉ロングシート。製造された時期がダブルルーフからシングルルーフへの移行期にあたり、デハ1形の屋根はシングルルーフであるのに対して車内の天井はダブルルーフになっている。半鋼製車体を採用し、「日車標準型」と呼ばれる標準規格で作られている。ベンチレーターは「お椀形」と呼ばれる当時の電車によく見られた物を採用している。

## クハ14形

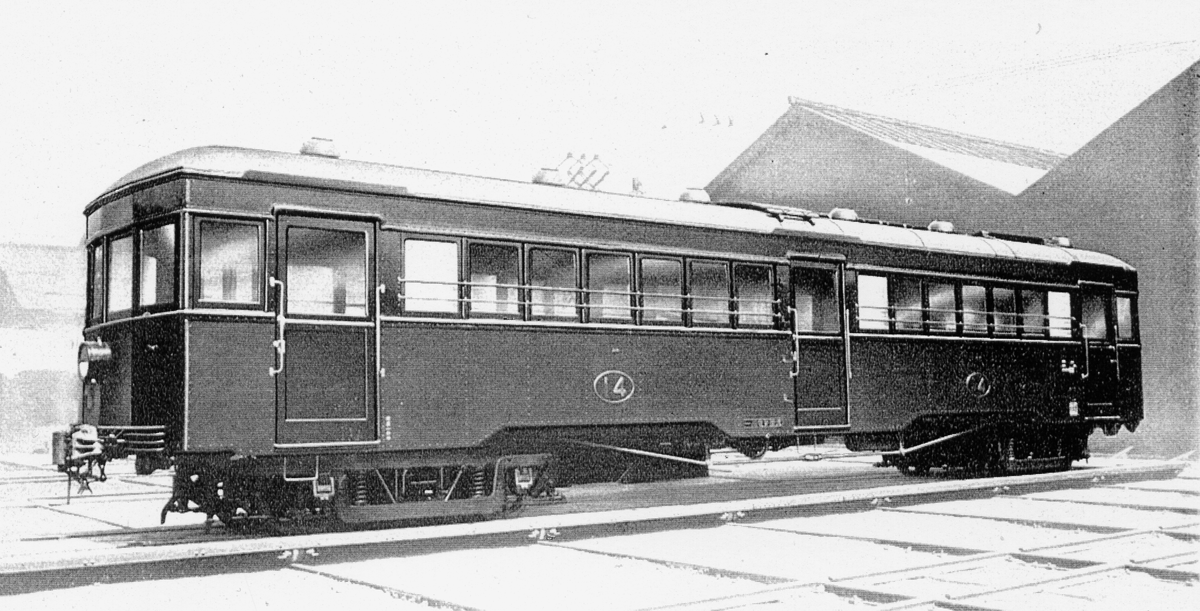
新造時のクハ14

デハ1形とほぼ同型の制御車として、1928年に製造された。後にデハ7形を経てクハ111形(2代)となり、デハ11形 (2代)とペアを組んで運用された。1986年に廃車されている。

## 車番の変遷
| 元の車番               | 製造年 | デハ1形時代の車番 | 改番後の形式     | 改番後の車番 | 廃車年 |
| ---------------------- | ------ | ----------------- | ---------------- | ------------ | ------ |
|                        | 1927年 | デハ1             | デハ20形         | デハ23       | 1996年 |
|                        | 1927年 | デハ2             | デハ20形         | デハ22       | 1996年 |
|                        | 1927年 | デハ3             |                  |              | 1998年 |
|                        | 1927年 | デハ4             |                  | デハ6        | 1998年 |
|                        | 1927年 | デハ5             | デハ20形         | デハ24       | 1981年 |
| クハ14→クハ101（初代） | 1928年 | デハ7             | クハ111形（2代） | クハ111      | 1986年 |